# Mustafa Stitou
Mustafa Stitou (Tétouan, Marokko, 20 oktober 1974) is een Marokkaans-Nederlands dichter.

## Levensloop
Stitou groeide op in Lelystad. In 1993 ging hij geschiedenis en filosofie studeren in Amsterdam. Dankzij Remco Campert stond Stitou in 1994 op Poetry International. In datzelfde jaar werd zijn debuutbundel Mijn vormen genomineerd voor de C. Buddingh'-prijs. Op uitnodiging van het Nationaal Comité 4 en 5 mei schreef hij in 1999 een gedicht dat op 4 mei werd voorgedragen.
In 2003 schreef hij teksten voor de Filmmuseum Biënnale. Hij won in 2004 de prestigieuze VSB Poëzieprijs voor zijn derde bundel Varkensroze ansichten. Op het Gedichtenbal 2009 werd bekendgemaakt dat Stitou de nieuwe stadsdichter van Amsterdam werd als opvolger van Robert Anker. Dit was hij tot 18 mei 2010, Frank Starik nam daarna het stokje over.

## Prijzen
- 1992 - El Hizjra-Literatuurprijs voor Twee gedichten over bijna-doden
- 2004 - Jan Campert-prijs voor Varkensroze ansichten
- 2004 - VSB Poëzieprijs voor Varkensroze ansichten
- 2013 - Awater Poëzieprijs voor Tempel
- 2018 - A. Roland Holst-Penning[1]
- 2022 - Awater Poëzieprijs voor Waar is het lam?
- 2025 - Johan Polak Poëzieprijs voor Waar is het lam?'[2]